# Garuga forrestii
Garuga forrestii là một loài thực vật có hoa trong họ Burseraceae. Loài này được W.W.Sm. mô tả khoa học đầu tiên năm 1921.